# Herman Overes
Herman Johannes Overes (1908-1944) was geheim agent tijdens de Tweede Wereldoorlog.
Overes werd in Amsterdam geboren op 7 oktober 1908. Hij woonde in Zuid-Afrika, waar hij timmerman was.
In Engeland kreeg hij een opleiding bij SOE. Op 29 november 1942 zou hij met een bommenwerper naar Nederland gaan, maar er was iets mis met het vliegtuig. De volgende dag werd hij met Johan Bernard Ubbink boven Valkenheide (ten noorden van Leersum) geparachuteerd. Alles leek goed te gaan, het ontvangstcomité kende hun codenamen, hielp hen de parachutes te verbergen en nam hun wapens in bewaring. Even later bleek dat het verraders waren. Overes en Ubbink waren slachtoffer van het Englandspiel en werden gearresteerd. Ze werden naar het Oranjehotel in Scheveningen gebracht en in Den Haag door de Sicherheitsdienst verhoord. Daarbij bleek dat de ondervrager alles al wist, de namen en liggingen van de acht trainingsscholen in Engeland, de afgesproken landingsplaatsen in Nederland etc.
Van 3 december 1942 tot 27 november 1943 zat hij in Kamp Haaren. Daarna werd hij overgeplaatst naar concentratiekamp Rawicz; daar zou hij volgens de Oorlogsgravenstichting op 7 september 1944 zijn geëxecuteerd. Mogelijk is hij echter in Mauthausen geëxecuteerd, mede gezien de datum. Rawicz was toen ontruimd en veel van de overige Nederlandse SOE-agenten zijn op 6 of 7 september 1944 geëxecuteerd in Mauthausen. Hij staat niet op de plaquette aldaar vermeld.
In 1953 is Herman Overes postuum onderscheiden met het Bronzen Kruis (K.B no.33 van 2 mei 1953).